# Anita Baker
Pour les articles homonymes, voir Baker.
Anita Baker est une chanteuse américaine de soul et de jazz née le 26 janvier 1958 à Toledo, dans l'Ohio (États-Unis).
Elle est considérée comme l'une des chanteuses les plus populaires de ballades soul et de R&B contemporain dans les années 1980. Ayant commencé sa carrière à la fin des années 1970 avec le groupe de funk Chapter 8, Baker sort son premier album solo, The Songstress, en 1983. En 1986, elle devient une star après la sortie de son deuxième album, Rapture, qui se vend à plus de 5 millions d'exemplaires aux Etats-Unis. Le disque comprend  le single Sweet Love, qui décroche un Grammy Award et reste aujourd'hui son titre le plus populaire.
Anita Baker a remporté huit Grammy Awards et 5 de ses albums sont au moins disque de platine.

## Carrière
Elle est par excellence la chanteuse représentative du style quiet storm. Elle a grandi à Détroit, où elle a appris à chanter en écoutant, entre autres, des chanteuses de jazz comme Sarah Vaughan, Nancy Wilson ou Ella Fitzgerald. À l'âge de 12 ans, elle commence à chanter dans une chorale gospel et à ses 17 ans, elle chante avec divers groupes locaux.
En 1975, elle forme le groupe Chapter 8, qui lui décroche un contrat avec la maison de disques Ariola. Sous ce label, un album sortira en 1979. Son premier disque en solo, The Songstress, paraît en 1983. Sans être un grand succès, cet album l'aide à s'affirmer sur le marché de la musique. Son album suivant, Rapture (1986), est aujourd'hui considéré comme une référence des années 1980 en matière de soul suave qui reste encore et toujours une influence majeure pour toute une génération d'artistes féminines de R&B contemporain.
Elle dispose de son étoile sur le célèbre Hollywood Walk of Fame de Los Angeles.

## Discographie
- 1983 : The Songstress
- 1986 : Rapture
- 1988 : Giving You The Best That I Got
- 1990 : Compositions
- 1994 : Rhythm of Love
- 2002 : The Best of Anita Baker
- 2004 : A Night Of Rapture
- 2004 : My Everything
- 2005 : Christmas Fantasy